# Vladimir Fekete
Mons. Vladimir Fekete (Hrvatski Grob, 11. kolovoza 1950.), slovački biskup i salezijanac, podrijetlom gradišćanski Hrvat.
Rođen je u katoličkoj obitelji gradišćanskih Hrvata 1950. u mjestu Hrvatski Grob na zapadu Slovačke. Studirao je matematiku i geologiju na Komenskovom sveučilištu u Bratislavi, dok je bogoslovlje završio u Beču.
Tijekom studija pridružio se salezijanskom redu, čijim je članom postao 1981. godine izricanjem vječnih zavjeta. Za svećenika je zaređen u Berlinu dvije godine kasnije. Do 1989. radio je kao geolog te je u tajnosti pastoralno djelovao s mladima. Padom komunizma u Slovačkoj, vrši dužnost provincijskog vikara salezijanaca u Slovačkoj (1993. – 1999.) i provincijala istoga (1999. – 2005.)
Papa Benedikt XVI. imenuje ga 5. studenog 2009. predstojnikom misije sui iuris u Bakuu, koja je 2011. uzdignuta u apostolsku prefekturu u Azerbajdžanu. Time je Fekete imenovan apostolskim prefektom Azerbajdžana. Dana 11. veljače 2018. nadbiskup Paul Richard Gallagher zaređuje ga u ime pape Franje za naslovnog biskupa u crkvi Naše Gospe od Bezgrješnog začeća u Bakuu.
Biskupski grb izradio je slovački krajobrazni arhitekt i grboslov Marek Sobola, autor grba Prefekture u Azerbajdžanu.